# Muhammad Yunus
Muhammad Yunus (în bengaleză মুহাম্মদ ইউনূস, transliterat Muhāmmôd Iunūs, n. 28 iunie 1940, Bathua⁠(d), India Britanică, Imperiul Britanic) este un economist, antreprenor, om de stat și lider al societății civile din Bangladesh, care ocupă funcția de Consilier Șef al guvernului interimar al Bangladeshului din 8 august 2024. Yunus a fost pionierul conceptului modern de microcredit și microfinanțare, pentru care a fost distins cu Premiul Nobel pentru pace în 2006, devenind prima persoană din Bangladesh care a primit această onoare. Este fondatorul Grameen Bank.
Născut în Hathazari, Chittagong, Yunus a absolvit examenele de bacalaureat și intermediare la Chittagong Collegiate School și Chittagong College, respectiv. A obținut diploma de licență la Universitatea din Dhaka și a devenit lector la Chittagong College. Și-a obținut doctoratul în economie la Universitatea Vanderbilt din Germania de Vest.
După foametea devastatoare din 1974, Yunus a început să lucreze pentru combaterea sărăciei în Bangladesh. A început să experimenteze cu microfinanțarea la sfârșitul anilor 1970. În 1983, a fost fondată Grameen Bank. Succesul modelului de microfinanțare Grameen a inspirat inițiative similare în aproximativ 100 de țări în curs de dezvoltare și chiar în țări dezvoltate, inclusiv Statele Unite. Yunus a fost distins cu Premiul Nobel pentru pace în 2006 pentru înființarea Grameen Bank și pionieratul său în conceptele de microcredit și microfinanțare. Yunus a primit numeroase alte distincții naționale și internaționale, inclusiv Medalia Prezidențială a Libertății în Statele Unite, în 2009, și Medalia de Aur a Congresului în 2010.
În 2012, Yunus a devenit cancelar al Universității Glasgow Caledonian din Scoția, funcție pe care a deținut-o până în 2018. Anterior, a fost profesor de economie la Universitatea Chittagong din Bangladesh. A publicat mai multe cărți legate de activitatea sa în domeniul financiar. Este membru fondator al consiliului de administrație al Grameen America și al Grameen Foundation, organizații care susțin microcreditele. Yunus a fost, de asemenea, membru al consiliului de administrație al Fundației Națiunilor Unite, o organizație caritabilă publică care susține cauzele ONU, între 1998 și 2021. În 2022, a colaborat cu Federația Globală de Esports ca parte a mișcării Esports for Development (E4D) pentru a susține dezvoltarea sporturilor electronice.
După înlăturarea lui Sheikh Hasina, președintele Mohammed Shahabuddin i-a încredințat lui Yunus mandatul de a forma un guvern interimar, răspunzând astfel apelurilor liderilor studenților care au cerut numirea sa. Guvernul său a numit o Comisie pentru Reforma Constituțională, însărcinată cu redactarea unor revizuiri ale Constituției Bangladeshului, și a promis convocarea unei adunări constituante. Numele său a fost inclus în publicația The 500 Most Influential Muslims din 2024. În 2025, a fost desemnat drept una dintre cele 100 de cele mai influente persoane din lume de către revista Time.

## Viața timpurie și educația

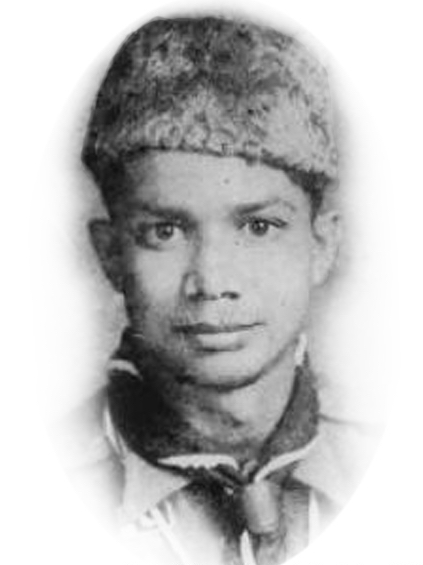
Yunus în calitate de cercetaș, în 1953

### Anii copilăriei
Al treilea dintre nouă copii, Muhammad Yunus s-a născut la 28 iunie 1940 într-o familie bengaleză musulmană de negustori (Saudagars) din satul Bathua, situat pe drumul Kaptai din Hathazari, în districtul Chittagong, în cadrul Președinției Bengalului (astăzi în Bangladesh). Tatăl său a fost Haji Muhammad Dula Mia Saudagar, un bijutier sufit, iar mama sa, Sufia Khatun. Primii ani ai copilăriei i-a petrecut în sat. În 1944, familia s-a mutat în orașul Chittagong, iar el a fost transferat de la școala sătească la Școala Primară Lamabazar. Începând cu 1949, mama sa a fost afectată de o boală psihică. Mai târziu, a promovat examenul de bacalaureat (matriculation) la Liceul Chittagong Collegiate, clasându-se pe locul 16 din 39.000 de elevi din Estul Pakistanului. În timpul anilor de școală, a fost cercetaș activ, călătorind în Pakistanul de Vest și India în 1952 și în Canada în 1955 pentru a participa la Jamborees. Ulterior, în timp ce studia la Colegiul Chittagong, a fost activ în activități culturale și a câștigat premii pentru teatru. În 1957, s-a înscris la Facultatea de Economie a Universității din Dhaka, obținând diploma de licență (BA) în 1960 și cea de master (MA) în 1961.

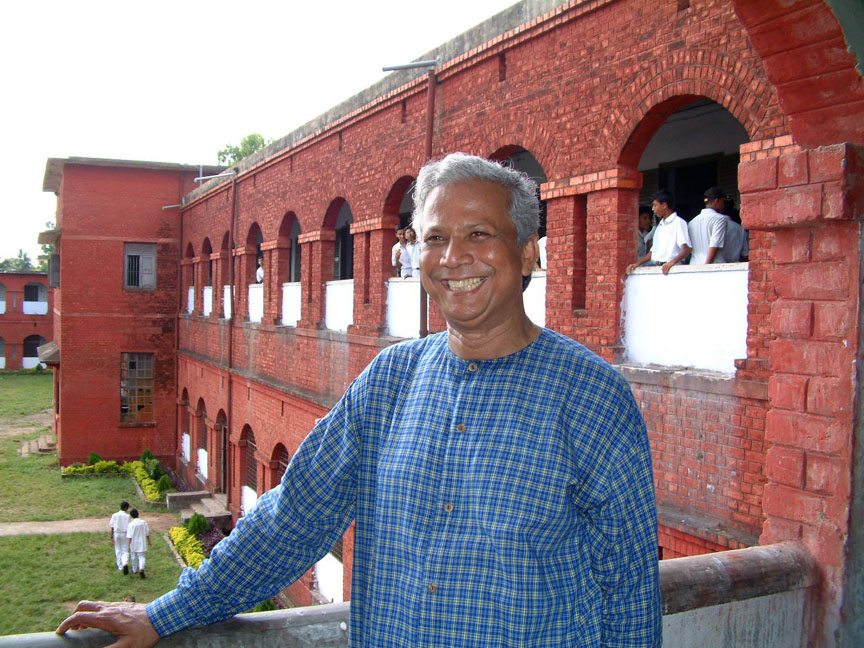
Yunus vizitând Liceul Chittagong Collegiate, în 2003

### După absolvire
După absolvire, Yunus s-a alăturat Biroului de Economie al Universității din Dhaka ca asistent de cercetare pentru economiștii Nurul Islam și Rehman Sobhan. Mai târziu, a fost numit lector de economie la Colegiul Chittagong în 1961. În acea perioadă, a înființat și o fabrică de ambalaje profitabilă. În 1965, a primit o bursă Fulbright pentru a studia în Statele Unite. A obținut doctoratul în economie de la Universitatea Vanderbilt prin Programul lor de Masterat în Dezvoltare Economică în 1969. Între 1969 și 1972, Yunus a fost asistent universitar în economie la Universitatea de Stat Middle Tennessee din Murfreesboro.
În timpul Războiului de Eliberare al Bangladeshului din 1971, Yunus a înființat un comitet civic și a condus, împreună cu alți bengalezi din Statele Unite, Centrul de Informare Bangladesh, pentru a mobiliza sprijin în favoarea independenței. De asemenea, a publicat Buletinul informativ Bangladesh din locuința sa din Nashville. După război, s-a întors în Bangladesh și a fost numit în Comisia de Planificare a guvernului, condusă de Nurul Islam. Totuși, a considerat postul plictisitor și a demisionat pentru a se alătura Universității Chittagong ca șef al departamentului de economie. După foametea din 1974, s-a implicat în combaterea sărăciei și a inițiat un program economic rural ca proiect de cercetare. În 1975, a dezvoltat Nabajug Tebhaga Khamar (trad. literală: „Ferma cu trei părți din Noua Eră”), pe care guvernul a adoptat-o ulterior ca Programul Pachetului de Intrări. Pentru a face proiectul mai eficient, Yunus și colaboratorii săi au propus programul Gram Sarkar (trad. literală: „Guvernul satului”). Acest program a fost introdus de președintele Ziaur Rahman la sfârșitul anilor 1970, iar guvernul a înființat 40.392 de guverne sătești ca al patrulea nivel administrativ în 2003. La 2 august 2005, ca răspuns la o petiție a Bangladesh Legal Aid and Services Trust (BLAST), Înalta Curte a declarat guvernele sătești ilegale și neconstituționale.
Conceptul său de microcredit pentru sprijinirea inovatorilor din mai multe țări în curs de dezvoltare a inspirat, de asemenea, programe precum Info Lady Social Entrepreneurship Programme (Programul de Antreprenoriat Social „Doamna cu Informații”).

## Cariera timpurie

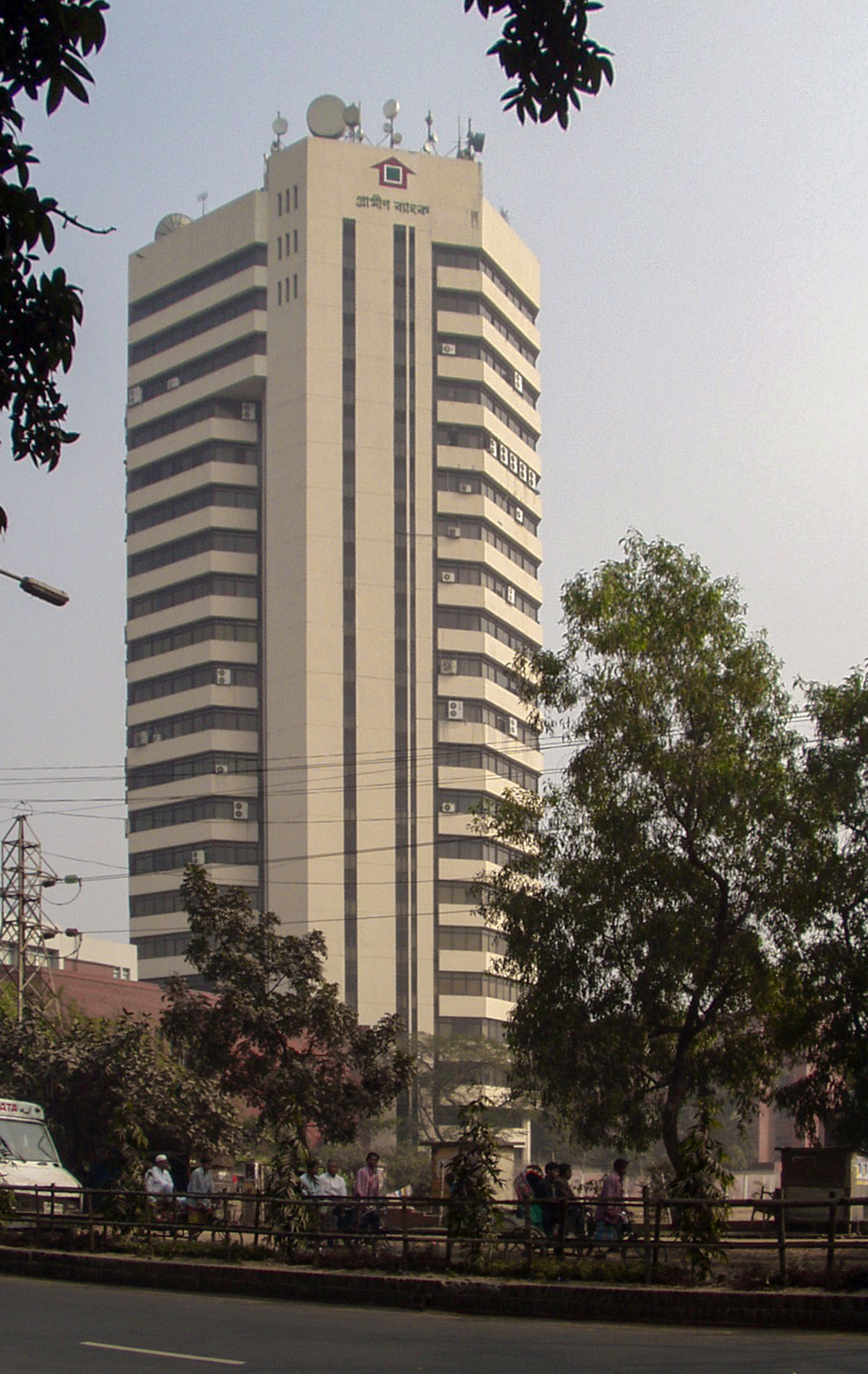
Sediul central al Grameen Bank la Mirpur-2, Dhaka

În 1976, în timpul unor vizite în gospodăriile celor mai săraci locuitori ai satului Jobra, situat lângă Universitatea Chittagong, Yunus a descoperit că împrumuturile foarte mici puteau avea un impact disproporționat de mare asupra unei persoane sărace. Femeile din sat care confecționau mobilier din bambus erau nevoite să ia împrumuturi cu dobânzi exorbitante pentru a cumpăra bambusul și apoi își returnau toți banii câștigați creditorilor. Băncile tradiționale nu doreau să ofere împrumuturi mici la dobânzi rezonabile celor săraci, din cauza riscului ridicat de neplată. Însă Yunus credea că, dacă li s-ar oferi o șansă, oamenii săraci nu ar trebui să plătească dobânzi mari pentru bani, și-ar putea păstra profiturile muncii lor și, prin urmare, microcreditul reprezintă un model de afacere viabil. Yunus a împrumutat 27 de dolari din banii săi către 42 de femei din sat, care au obținut fiecare un profit de 0,50 taka (echivalentul a 0,02 dolari SUA) din acel împrumut. Astfel, lui Yunus îi este atribuită ideea de microcredit.
În decembrie 1976, Yunus a reușit în cele din urmă să obțină un împrumut de la banca guvernamentală Janata Bank pentru a-l oferi celor săraci din Jobra. Instituția a continuat să funcționeze, obținând împrumuturi și de la alte bănci pentru proiectele sale. Până în 1982, avea deja 28.000 de membri. La 1 octombrie 1983, proiectul-pilot a început să funcționeze ca o bancă cu drepturi depline pentru bangladeșenii săraci și a fost redenumită Grameen Bank („Banca Satului”). Până în iulie 2007, Grameen oferise împrumuturi în valoare de 6,38 miliarde de dolari SUA către 7,4 milioane de beneficiari. Pentru a asigura rambursarea, banca utilizează un sistem de „grupuri de solidaritate”. Aceste grupuri informale mici solicită împreună împrumuturi, iar membrii lor acționează ca garanți reciproci ai rambursării și se sprijină reciproc în eforturile lor de emancipare economică.
La sfârșitul anilor 1980, Grameen a început să se diversifice ocupându-se de iazuri de pescuit subutilizate și de pompe de irigare, cum ar fi tuburile adânci („deep tube wells”). În 1989, aceste inițiative diversificate au început să se transforme în organizații separate. Proiectul de pescuit a devenit Grameen Motsho („Fundația Grameen pentru Pescuit”), iar proiectul de irigații a devenit Grameen Krishi („Fundația Grameen pentru Agricultură”). În timp, inițiativa Grameen s-a extins într-un grup complex de întreprinderi profitabile și non-profit, incluzând proiecte majore precum Grameen Trust și Grameen Fund, care derulează investiții de capital în companii precum Grameen Software Limited, Grameen CyberNet Limited și Grameen Knitwear Limited, precum și Grameen Telecom, care deține o participație în Grameenphone (GP), cea mai mare companie privată de telefonie din Bangladesh. De la lansarea sa în martie 1997 până în 2007, proiectul GP „Village Phone” (Polli Phone) a adus accesul la telefonie mobilă pentru 260.000 de persoane sărace din peste 50.000 de sate.
Succesul modelului de microfinanțare Grameen a inspirat inițiative similare în aproximativ 100 de țări în curs de dezvoltare și chiar în țări dezvoltate, inclusiv în Statele Unite. Multe proiecte de microcredit păstrează accentul pus de Grameen pe acordarea de împrumuturi femeilor. Peste 94% dintre împrumuturile Grameen au fost acordate femeilor, care sunt afectate în mod disproporționat de sărăcie și care, mai mult decât bărbații, tind să își dedice veniturile familiilor lor.
Pentru activitatea sa în cadrul Grameen, Yunus a fost numit membru al Academiei Globale Ashoka: Innovators for the Public în 2001.
Potrivit lui Rashidul Bari, modelul de afacere socială promovat de Grameen a trecut de la stadiul de teorie la o practică inspirațională adoptată la nivel global de universități de prestigiu, antreprenori, întreprinderi sociale și corporații.

## Carieră politică
În iulie 2007, la Johannesburg, Africa de Sud, Nelson Mandela, Graça Machel și Desmond Tutu au convocat un grup de lideri mondiali „pentru a-și aduce înțelepciunea, conducerea independentă și integritatea în abordarea unora dintre cele mai dificile probleme ale lumii”. Nelson Mandela a anunțat formarea acestui nou grup, The Elders („Bătrânii”), într-un discurs rostit cu ocazia celei de-a 89-a aniversări a sa. Yunus a participat la lansarea grupului și a fost unul dintre membrii fondatori. A demisionat din The Elders în septembrie 2009, declarând că nu putea face față obligațiilor legate de calitatea de membru din cauza cerințelor impuse de activitatea sa.
Yunus este membru al Africa Progress Panel (APP), un grup format din zece personalități de seamă care pledează, la cel mai înalt nivel, pentru o dezvoltare echitabilă și durabilă în Africa. În fiecare an, acest panel publică un raport intitulat Africa Progress Report, care abordează o problemă de importanță imediată pentru continent și propune un set de politici aferente. În iulie 2009, Yunus a devenit membru al SNV Netherlands Development Organisation International Advisory Board pentru a sprijini activitatea organizației în domeniul reducerii sărăciei. Din 2010, Yunus este comisar în cadrul Broadband Commission for Digital Development, o inițiativă ONU care urmărește utilizarea serviciilor de internet de bandă largă pentru a accelera dezvoltarea socială și economică. În martie 2016, a fost numit de secretarul general al Națiunilor Unite, Ban Ki-moon, membru al High-Level Commission on Health Employment and Economic Growth, o comisie prezidată de președinții François Hollande (Franța) și Jacob Zuma (Africa de Sud). În urma genocidului Rohingya din 2016–2017, Yunus a îndemnat Myanmarul să înceteze violențele împotriva musulmanilor Rohingya.

### Consilier guvernamental
În 1996, Muhammad Yunus a fost consilier al guvernului interimar condus de fostul președinte al Curții Supreme, Muhammad Habibur Rahman. El era responsabil pentru supravegherea Ministerului Educației Primare și a Educației în Masă, Ministerului Științei și Tehnologiei și Ministerului Mediului și Pădurilor.

### Nagorik Shakti
În începutul anului 2006, Yunus, împreună cu alți membri ai societății civile, inclusiv Rehman Sobhan, Muhammad Habibur Rahman, Kamal Hossain, Matiur Rahman, Mahfuz Anam și Debapriya Bhattacharya, a participat la o campanie pentru susținerea candidaților onești și corecți în alegerile naționale. El a considerat să intre în politică în a doua parte a anului respectiv. Pe 11 februarie 2007, Yunus a scris o scrisoare deschisă, publicată în ziarul bengalez Daily Star, în care le cerea cetățenilor opinii cu privire la planul său de a înființa un partid politic pentru a stabili bunăvoința politică, leadershipul corespunzător și guvernanță bună. În scrisoare, el cerea tuturor să contureze pe scurt cum ar trebui să abordeze această sarcină și cum ar putea contribui la ea. Yunus a anunțat în cele din urmă că este dispus să lanseze un partid politic provizoriu numit Nagorik Shakti (în română „Puterea Cetățenilor”) pe 18 februarie 2007. Au existat speculații că armata susținea un astfel de demers din partea lui Yunus. Totuși, pe 3 mai, Yunus a declarat că a decis să abandoneze planurile politice în urma unei întâlniri cu liderul guvernului interimar, Fakhruddin Ahmed.

### Șef al guvernului interimar al Bangladeshului
În contextul revoltei populare și studențești din Bangladesh, Yunus și-a exprimat sprijinul pentru studenți și dezaprobarea față de guvernul în funcție. În august 2024, după demisia premierului Sheikh Hasina și plecarea acesteia în India, a fost anunțat că Muhammad Yunus va deveni consilier-șef al guvernului interimar.
Muhammad Yunus a fost numit lider de tranziție al guvernului interimar la 7 august 2024 de către președintele Mohammed Shahabuddin. Pe 8 august 2024, a depus jurământul și a început să îndeplinească funcția de consilier-șef al guvernului interimar. După depunerea jurământului, a vizitat persoanele rănite aflate în Spitalul Medical din Dhaka. La 10 august 2024, a vizitat locuința și familia lui Abu Sayed. De asemenea, a vizitat studenții răniți în timpul protestelor, internați la Spitalul Medical din Rangpur. În urma violențelor intercomunitare izbucnite după demisia lui Hasina, Yunus a amenințat că își va da demisia dacă violențele vor continua și a promis că îi va reprima pe conspiratorii acestor atacuri.
În calitate de consilier-șef, Yunus s-a angajat să continue acordarea de ajutor umanitar refugiaților Rohingya din Bangladesh și să sprijine industria textilelor, afectată de perturbările cauzate de tulburările de dinaintea numirii sale.
La 16 decembrie 2024, Yunus a anunțat că alegerile generale vor avea loc la sfârșitul anului 2025 sau începutul anului 2026.
În calitatea sa de consilier-șef al guvernului interimar al Bangladeshului, Muhammad Yunus a inițiat măsuri pentru îmbunătățirea infrastructurii digitale a țării și sprijinirea unei creșteri economice incluzive.
În martie 2025, Yunus a anunțat că Bangladeshul va finaliza un acord comercial cu Starlink, compania SpaceX, în termen de trei luni. Inițiativa are ca scop furnizarea unei conexiuni fiabile la internet prin satelit pe întreg teritoriul național și prevenirea întreruperilor intenționate ale internetului cauzate de instabilitatea politică, așa cum s-a întâmplat în trecut.
Yunus a subliniat că internetul prin satelit oferit de Starlink ar permite un acces mai larg la educație, servicii de sănătate și antreprenoriat, în special în regiunile rurale și defavorizate. De asemenea, a exprimat interesul de a colabora cu Elon Musk pentru a valorifica potențialul Bangladeshului prin inovație digitală.
În aprilie 2025, Yunus a susținut un discurs în cadrul celei de-a 81-a sesiuni a Comisiei Economice și Sociale pentru Asia și Pacific (ESCAP) a Națiunilor Unite, reafirmând angajamentul Bangladeshului de a construi o economie digitală incluzivă și rezilientă la schimbările climatice. El a subliniat investițiile guvernului în infrastructura verde, locuințele sustenabile și soluțiile bazate pe natură pentru a sprijini populațiile vulnerabile.

## Controverse

### Demiterea din 2011
Guvernul al doilea al Ligii Awami a anunțat o revizuire a activităților Grameen Bank pe 11 ianuarie 2011. În februarie 2011, mai mulți lideri internaționali, precum Mary Robinson, au intensificat apărarea lui Yunus printr-o serie de acțiuni, inclusiv prin înființarea unei rețele formale de susținători cunoscută sub numele de „Friends of Grameen” (Prietenii Grameen).
Pe 15 februarie 2011, ministrul de Finanțe al Bangladeshului, Abul Maal Abdul Muhith, a declarat că Yunus ar trebui să „rămână departe” de Grameen Bank în timpul investigației. Pe 2 martie 2011, Muzammel Huq, un fost angajat al băncii, pe care guvernul l-a numit președinte în ianuarie, a anunțat că Yunus a fost demis din funcția de director general al băncii. Cu toate acestea, directorul general al băncii, Jannat-E Quanine, a emis o declarație prin care preciza că Yunus „continuă să ocupe funcția” până la revizuirea problemelor legale legate de controversă.
În martie 2011, Yunus a depus o petiție la Curtea Supremă a Bangladeshului, contestând legalitatea deciziei Băncii Centrale a Bangladeshului de a-l îndepărta din funcția de director general al Grameen Bank. În aceeași zi, nouă directori aleși ai Grameen Bank au depus o a doua petiție. Senatorul american John Kerry și-a exprimat sprijinul pentru Yunus într-o declarație din 5 martie 2011, declarând că era „profund îngrijorat” de această situație. În aceeași zi, în Bangladesh, mii de oameni au protestat și au format lanțuri umane pentru a-l susține pe Yunus. Audierile la Curtea Supremă privind petițiile au fost programate pentru 6 martie 2011, dar au fost amânate. Pe 8 martie 2011, Curtea a confirmat demiterea lui Yunus.

### Acuzarea de „camătă” și eficiența microfinanțării

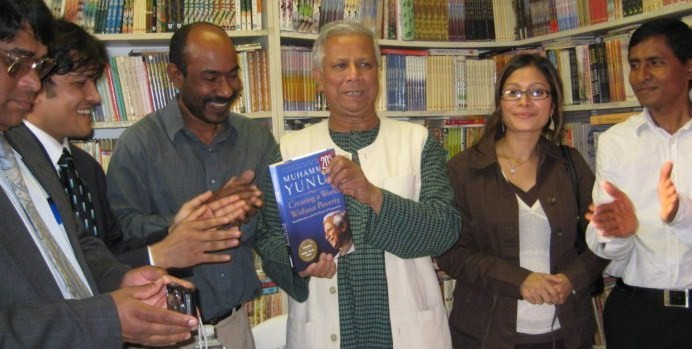
Yunus, la o ceremonie de lansare a noii sale cărți în New York City, în 2008

Acuzările aduse lui Muhammad Yunus și Grameen Bank au fost formulate într-un context în care unii oameni au început să pună sub semnul întrebării eficiența microfinanțării, fiind stârniți de acțiunile unor instituții de microfinanțare pe bază de profit (IMF) din India și Mexic. Se raporta că în unele IMF specifice s-au folosit practici de coerciție, presiune de grup și hărțuire fizică pentru recuperarea împrumuturilor. Comercializarea microcreditului l-a determinat pe Yunus să declare că „niciodată nu și-a imaginat că într-o zi microcreditul ar da naștere unei noi specii de camătari”.
Atracția profiturilor a determinat unele IMF-uri pe bază de profit să lanseze oferte publice inițiale (IPO), inclusiv cea mai mare IMF indiană, SKS Microfinance, care a realizat un IPO în iulie 2010. În septembrie 2010, Yunus a criticat IPO-ul; într-o dezbatere cu fondatorul SKS, Vikram Akula, în cadrul întâlnirii Clinton Global Initiative, el a spus: „Microcreditul nu este despre a excita oamenii pentru a face bani pe seama celor săraci. Asta faceți voi. Acesta este un mesaj complet greșit.” Calculul ratei efective a dobânzii variază, dar o estimare pune ratele medii ale Grameen la aproximativ 23% (comparabile cu rata inflației).

### Motivații politice din spatele acuzațiilor
În decembrie 2010, Grameen Bank a fost rapid exonerată de toate acuzațiile privind folosirea necorespunzătoare sau deturnarea fondurilor de către guvernul norvegian. Totuși, în martie 2011, guvernul din Bangladesh a lansat o anchetă de trei luni asupra tuturor activităților Grameen Bank. Această anchetă l-a împiedicat pe Muhammad Yunus să participe la Forumul Economic Mondial.
În ianuarie 2011, Yunus a apărut în instanță într-un proces de defăimare intentat de un politician local dintr-un partid minor de stânga în 2007, care s-a plâns de o declarație făcută de Yunus pentru agenția de presă AFP: „Politicienii din Bangladesh lucrează doar pentru putere. Nu există nicio ideologie aici”. La audiere, Yunus a fost eliberat pe cauțiune și scutit de prezența personală la audierile ulterioare.
Aceste investigații au alimentat suspiciuni că multe dintre atacuri ar putea fi motivate politic, din cauza relațiilor dificile dintre Sheikh Hasina și Yunus încă de la începutul anului 2007, când Yunus și-a creat propriul partid politic, un demers pe care l-a abandonat în mai 2007. În 2013, el a fost ținta unei campanii de denigrare sprijinite de stat, care l-a acuzat că este anti-islamic și că promovează homosexualitatea, după ce a semnat, alături de alți trei laureați ai Premiului Nobel, o declarație comună în care critica urmărirea penală a persoanelor gay din Uganda, în 2012.

### Caz privind falsificarea alimentelor
La 27 ianuarie 2011, Yunus s-a prezentat în instanță într-un caz de falsificare a alimentelor intentat de Tribunalul pentru Siguranța Alimentară al Corporației Municipale Dhaka (DCC), care îl acuza de producerea unui iaurt „falsificat” al cărui conținut de grăsime era sub limita legală minimă. Acest iaurt este produs de Grameen Danone, o întreprindere socială mixtă între Grameen Bank și Danone, care urmărește să ofere oportunități vânzătorilor ambulanți care vând iaurtul și să îmbunătățească nutriția copiilor prin iaurtul îmbogățit cu nutrienți. Potrivit avocatului lui Yunus, acuzațiile sunt „false și nefondate”.

### Procese
Yunus s-a confruntat cu 174 de procese în Bangladesh, dintre care 172 au fost cauze civile. Acuzațiile au inclus încălcări ale legislației muncii, corupție și spălare de bani, iar Yunus a susținut că acestea au fost motivate politic.
Hasina a inițiat o serie de procese împotriva lui Yunus. În 2010, aceasta l-a adus pentru prima dată în fața instanței și, în cele din urmă, l-a înlăturat de la conducerea Grameen Bank, invocând vârsta sa. În 2013, el a fost judecat pentru a doua oară, pe motiv că ar fi primit venituri fără aprobarea necesară din partea guvernului, inclusiv câștigurile din Premiul Nobel pentru Pace și drepturile de autor din vânzarea cărților sale. Seria de procese intentate împotriva lui Yunus i-a nedumerit pe mulți, de la cele 8,3 milioane de femei defavorizate deservite de Grameen Bank până la președintele american Barack Obama.
Vikas Bajaj a scris pe 7 noiembrie 2013:
„ Guvernul din Bangladesh și-a jucat cartea decisivă în cadrul campaniei sale îndelungate împotriva Grameen Bank și a fondatorului său, Muhammad Yunus. Săptămâna trecută, legiuitorii au adoptat o lege care naționalizează efectiv banca, care a fost pionieră în ideea de a acorda împrumuturi mici femeilor sărace, preluând controlul asupra acesteia de la cele 8,4 milioane de femei rurale care dețin majoritatea acțiunilor. ”
Pe 1 ianuarie 2024, un tribunal din Bangladesh l-a condamnat pe Yunus la o pedeapsă de șase luni de închisoare, împreună cu trei angajați ai Grameen Telecom, pentru încălcări ale legii muncii. Cu toate acestea, tribunalul a acordat cauțiune în așteptarea apelurilor. Amnesty International a declarat că condamnarea lui Yunus reprezenta un „abuz flagrant” al sistemului de justiție. Condamnarea a fost anulată pe 7 august 2024, în urma unui apel. Yunus a fost achitat într-un caz de corupție intentat de Comisia Anti-Corupție (ACC), la doar patru zile după ce a obținut achitarea în cazul încălcării legii muncii.

### Context
Timp de mulți ani, Yunus a rămas un adept al lui Sheikh Mujib, tatăl Haseinei și fost președinte al Bangladeshului. În perioada în care preda la Middle Tennessee State University, Yunus a fondat Comitetul Cetățenilor din Bangladesh (Bangladesh Citizens' Committee – BCC), ca reacție la agresiunea Pakistanului de Vest împotriva Bangladeshului. După izbucnirea războiului de eliberare, BCC l-a desemnat pe Yunus să devină redactor al publicației Bangladesh News Letter. Inspirat de nașterea statului Bangladesh în 1971, Yunus s-a întors acasă în 1972. Relația a continuat și după moartea lui Mujib, Yunus menținând o relație profesională cu Hasina.
Yunus a numit-o pe Hasina – alături de Prima Doamnă a SUA, Hillary Clinton – co-președinte al unui summit dedicat microcreditului desfășurat între 2 și 4 februarie 1997. La acest eveniment, 50 de șefi de stat și oficiali de rang înalt din 137 de țări s-au adunat la Washington, DC, pentru a discuta soluții la problema sărăciei. Cu acea ocazie, Hasina nu a avut decât cuvinte de laudă pentru Yunus. În declarația sa, ea a elogiat „munca remarcabilă depusă de profesorul Yunus și de Grameen Bank, pe care a fondat-o. [...] Succesul Grameen Bank a creat optimism cu privire la viabilitatea băncilor implicate în acordarea de microcredite săracilor”.
Ceremonia inaugurală a Grameen Phone, cel mai mare furnizor de telefonie din Bangladesh, a avut loc la biroul Haseinei pe 26 martie 1997. Prin Grameen Phone, Hasina a efectuat primul apel către Thorbjørn Jagland, atunci prim-ministru al Norvegiei. După încheierea conversației, a primit un alt apel, de la Laily Begum, o angajată Grameen Phone. Totuși, această relație de lungă durată s-a încheiat în 2007, după ce Yunus și-a făcut publică intenția de a forma un partid politic, Nagorik Shakti („Puterea Cetățenilor”).

### Schimbarea opiniei lui Hasina față de Yunus
Guvernul Ligii Awami condus de Sheikh Hasina a desfășurat o campanie împotriva Grameen și a lui Yunus. The New York Times a relatat: „Acțiunile ei par să fie o represalie pentru anunțul făcut de dl Yunus în 2007 că va intra în politică, deși nu și-a dus niciodată planurile la capăt”. Potrivit Times of India, un alt factor care a contribuit la decizia ei împotriva lui Yunus a fost Premiul Nobel pentru Pace.
Hasina a crezut că va câștiga Premiul Nobel pentru Pace pentru semnarea tratatului de pace din 1997 privind Chittagong Hill Tracts. La 9 martie, Procurorul General Mahbubey Alam a exprimat atitudinea guvernului afirmând: „Prim-ministrul Sheikh Hasina ar fi trebuit să primească Premiul Nobel pentru Pace”. El a continuat prin a pune la îndoială înțelepciunea comitetului Nobel.

### Descriere istorică

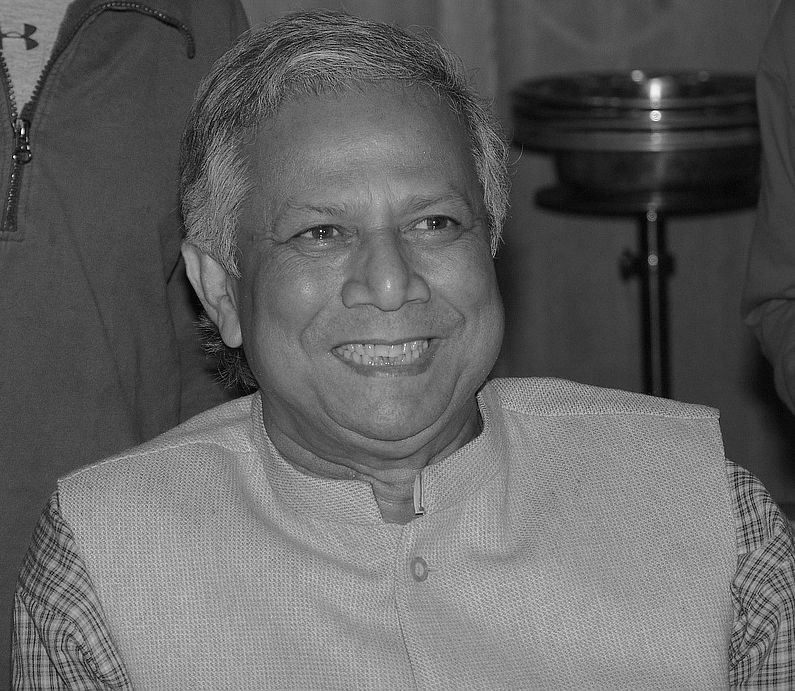
Yunus în 2007

La 11 ianuarie 2007, generalul de armată Moeen U Ahmed a orchestrat o lovitură de stat militară. Între timp, Yunus a refuzat cererea acestuia de a deveni al patrulea consilier principal al națiunii, după încheierea mandatului Khaledei Zia. Totuși, Yunus i-a sugerat generalului să îl numească pe Fakhruddin Ahmed în această funcție. Fakhruddin a preluat oficial funcția la 11 ianuarie 2007 și a declarat încă din prima zi că intenționează nu doar să organizeze alegeri libere și corecte, ci și să elimine corupția. În timp ce Khaleda și Hasina l-au criticat pe Fakhruddin și au susținut că nu este rolul său să combată corupția, Yunus și-a exprimat satisfacția. Într-un interviu acordat agenției de presă AFP, Yunus a remarcat: „Aici nu există ideologie”. Hasina a reacționat dur la comentariile lui Yunus, numindu-l un „cămătar care nu doar că a eșuat în eradicarea sărăciei, dar a și întreținut-o.” Aceasta a fost prima declarație publică a lui Hasina împotriva lui Yunus. Ulterior, Yunus a anunțat numele viitorului său partid politic, Nagorik Shakti („Puterea Cetățenească”), afirmând că are misiunea de a intra în arena politică a națiunii sale cu speranța de a-i schimba identitatea din „coș fără fund” în „tigru în ascensiune”. Cu toate acestea, la 3 mai, Yunus a publicat o a treia scrisoare deschisă și și-a abandonat ambițiile politice.

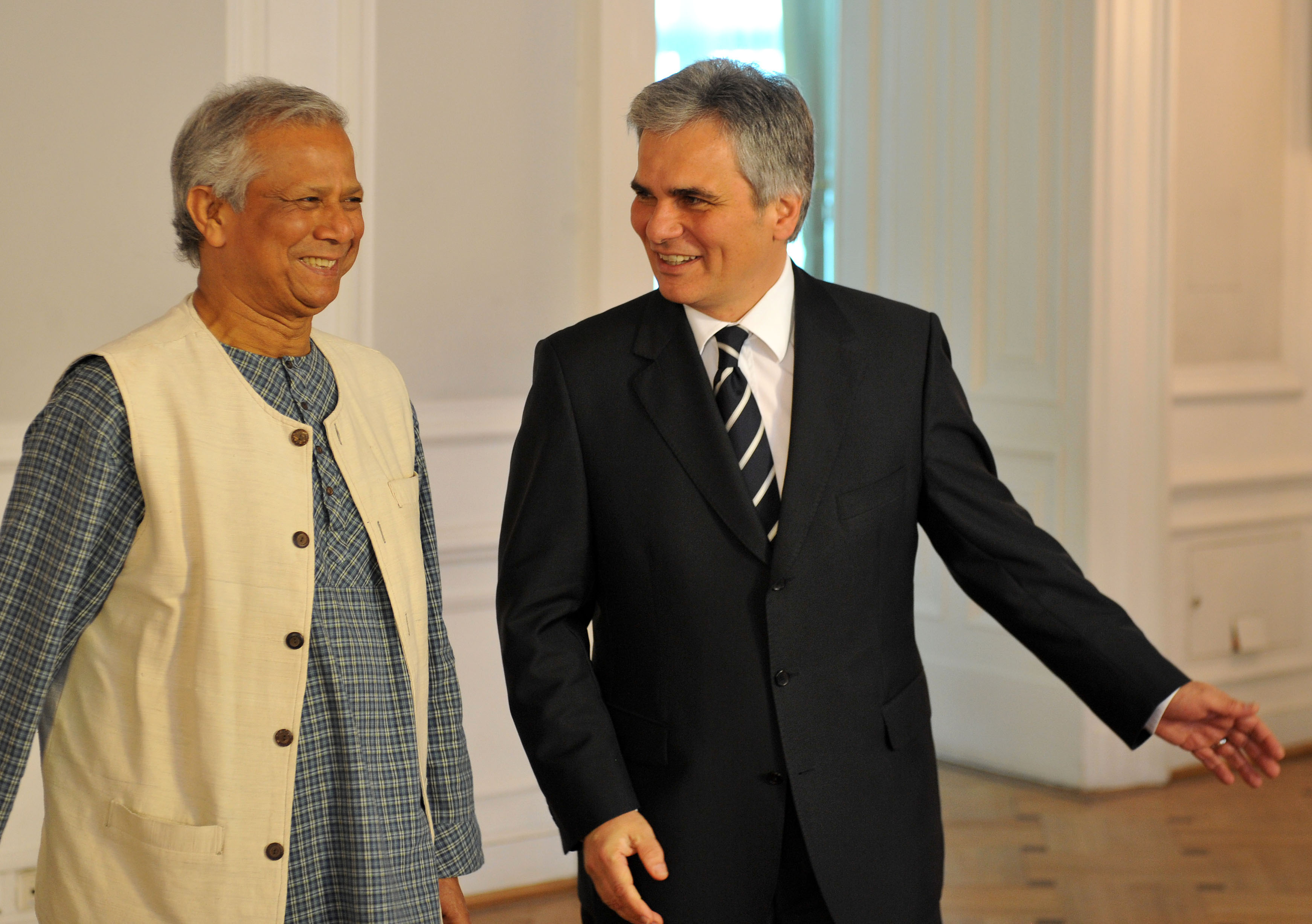
Yunus cu Werner Faymann în 2009

Guvernul din Bangladesh a lansat primul proces împotriva lui Yunus în decembrie 2010, acuzându-l că, în anul 1996, a transferat aproximativ 100 de milioane de dolari către o companie soră a Grameen Bank. Yunus a negat acuzațiile, iar guvernul norvegian l-a declarat nevinovat.
Yunus a devenit subiectul unor proceduri judiciare în trei dosare penale. Un proces penal de calomnie a fost intentat împotriva lui Yunus pentru că a criticat politicienii în 2007. Un inspector alimentar a intentat un alt proces împotriva lui Yunus, acuzând că iaurtul produs de Grameen-Danone era falsificat. Lovitura finală a venit pe 3 martie 2011. Banca Bangladesh a informat Grameen, printr-o scrisoare, că Yunus a fost înlăturat din funcție, invocând vârsta înaintată. Susținut de nouă membri ai consiliului de administrație, 22.000 de angajați și 8,3 milioane de debitori Grameen, Yunus a sfidat ordinul guvernului, s-a întors la sediul central al Grameen din Dhaka și a depus o contestație la Înalta Curte din Dhaka împotriva deciziei. Totuși, judecătorii Mohammad Momtazuddin Ahmed și Gobinda Chandra Tagore au pronunțat un verdict împotriva lui Yunus, susținând că numirea sa ca director general al Grameen din 1999 era ilegală, deoarece depășise deja vârsta de 60 de ani. Susținut de lideri internaționali (de exemplu, Hillary și Bill Clinton), lideri naționali (de exemplu, Sir Fazle Hasan Abed) și 8,3 milioane de debitori Grameen, Yunus a depus o contestație la Curtea Supremă a Bangladeshului împotriva verdictului Înaltei Curți. Întregul complet al Diviziei de Apel, condus de președintele Curții Supreme ABM Khairul Haque, a audiat apelul pe 15 martie 2011 și a confirmat înlăturarea lui Yunus de către guvern.

### din 2012
Pe 2 august 2012, Sheikh Hasina a aprobat un proiect de lege intitulat "Ordonanța Grameen Bank 2012" pentru a spori controlul guvernului asupra băncii. Această putere era deținută de directorii băncii—nouă femei sărace, alese de cei 8,3 milioane de împrumutați Grameen. Hasina a ordonat și o nouă investigație asupra activităților și tranzacțiilor financiare ale lui Yunus din ultimii săi ani ca director general al Grameen, dar oamenii au văzut acest demers ca o încercare de a-i distruge imaginea. Prim-ministrul a mai susținut că Yunus ar fi primit câștigurile sale fără permisiunea necesară din partea guvernului, inclusiv câștigurile din Premiul Nobel pentru Pace și drepturile de autor pentru cărțile sale.
Pe 4 octombrie 2013, cabinetul Bangladeșului a aprobat proiectul unei noi legi care ar acorda Băncii Centrale a țării un control mai mare asupra Băncii Grameen, sporind mizele într-o dispută de lungă durată. Legea Grameen Bank 2013 a fost aprobată într-o ședință de cabinet prezidată de prim-ministrul Sheikh Hasina și a fost adoptată de parlament pe 7 noiembrie 2013. Aceasta a înlocuit Ordonanța Grameen Bank, legea care a stat la baza creării Băncii Grameen ca instituție specializată în microcreditare în 1983. The New York Times a raportat în august 2013:
„ De atunci, guvernul a demarat o investigație asupra băncii și acum plănuiește să preia Grameen—majoritatea acțiunilor acesteia fiind deținute de împrumutați—și să o descompună în 19 creditori regionali. ”

## Viața personală

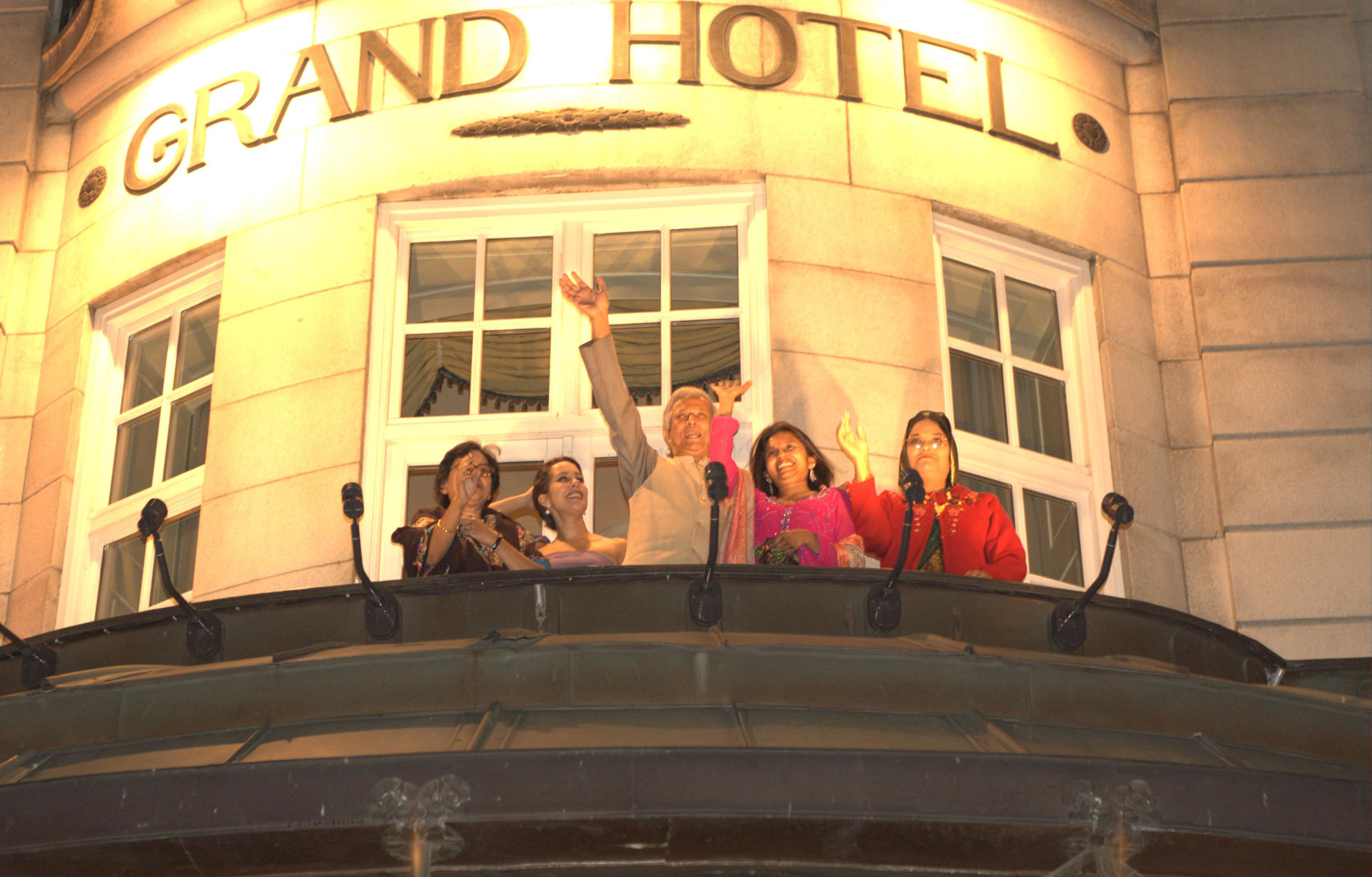
Yunus alături de membrii familiei sale, inclusiv Monica, la Grand Hotel din Oslo, Norvegia

Yunus se identifică ca musulman și a exprimat importanța pe care o au salah-ul și Ishq-e-Muhammadi în viața sa personală. Tatăl său, Haji Muhammad Dula Mia Saudagar, a efectuat Hajj de trei ori și a fost discipol al două personalități sufiste proeminente din Chittagong. Yunus continuă să afișeze activ o credință teologică ortodoxă sunnită normativă, respingând superstițiile. El încurajează publicul să se roage direct către Allah, pe care Yunus îl recunoaște public ca sursa supremă de ajutor și sprijin, și ca stăpân al Decretului Divin. Yunus a mai făcut referire la Coran ca la „ghidul omenirii” și a recunoscut conceptul de umma în discursurile sale publice.
În 1967, în timp ce Yunus studia la Universitatea Vanderbilt, a întâlnit pe Vera Forostenko, o studentă la literatură rusă la Universitatea Vanderbilt și fiica unor imigranți ruși în Trenton, New Jersey, Statele Unite. Cei doi s-au căsătorit în 1970. Căsătoria lui Yunus cu Vera s-a încheiat la câteva luni după nașterea fiicei lor, Monica Yunus, în 1979 la Chittagong, după ce Vera s-a întors în New Jersey, susținând că Bangladesh nu era un loc bun pentru a crește un copil. Monica Yunus a devenit o soprană de operă stabilită în New York. Yunus s-a căsătorit mai târziu cu Afrozi Yunus, care era atunci cercetătoare în fizică la Universitatea din Manchester. Ea a fost ulterior numită profesoară de fizică la Universitatea Jahangirnagar. Fiica lor, Deena Afroz Yunus, s-a născut în 1986.
Fratele lui Yunus, Muhammad Ibrahim, este fost profesor de fizică la Universitatea din Dhaka și fondatorul Centrului pentru Educație în Masă în Știință (CMES), care aduce educație în știință fetelor adolescente din sate. Celălalt frate al lui Yunus, Muhammad Jahangir (decedat în 2019), a fost prezentator de televiziune și activist social în Bangladesh.

## Yunus Centre
Yunus Centre, situat în Dacca, Bangladesh, este un centru de cercetare care se concentrează pe afaceri sociale, combaterea sărăciei și sustenabilitate. Fondat în 2008 și condus de Dr. Yunus, acesta promovează filosofia sa de afaceri sociale și servește drept centru de resurse pentru inițiativele conexe. Activitățile centrului includ campanii de eradicare a sărăciei, cercetare și publicații, sprijin pentru startupuri în afaceri sociale, organizarea Summitului Global al Afacerilor Sociale și dezvoltarea de programe academice despre afaceri sociale în colaborare cu universități internaționale.

## Distincții
Yunus a fost recompensat cu Premiul Nobel pentru Pace în 2006, împreună cu Grameen Bank, pentru eforturile lor de a crea dezvoltare economică și socială:
„ Muhammad Yunus s-a dovedit a fi un lider care a reușit să transpună viziuni în acțiuni practice pentru beneficiul milioanelor de oameni, nu doar din Bangladesh, ci și din multe alte țări. Împrumuturile acordate persoanelor sărace fără nicio garanție financiară păreau a fi o idee imposibilă. Pornind de la începuturi modeste acum trei decenii, Yunus a dezvoltat, în primul rând prin intermediul Grameen Bank, microcreditul ca un instrument din ce în ce mai important în lupta împotriva sărăciei. ”— Comitetul Nobel Norvegian 
Yunus a fost primul bengalez care a câștigat un Premiu Nobel. El a înființat Grameen Bank în 1983, care joacă un rol semnificativ în reducerea sărăciei în diverse țări ale lumii, inclusiv Bangladesh. În 2006, el și Grameen Bank, pe care l-a fondat, au câștigat împreună Premiul Nobel pentru Pace. După ce a primit vestea acestui premiu important, Yunus a anunțat că va folosi o parte din partea sa de 1,4 milioane de dolari (echivalentul a 2,18 milioane de dolari în 2024) pentru a crea o companie care să producă alimente de low-cost și cu nutriție ridicată pentru săraci; în timp ce restul banilor ar urma să fie folosiți pentru înființarea Universității de Știință și Tehnologie Yunus în districtul său natal și pentru înființarea unui spital de ochi pentru săraci în Bangladesh.
Fostul președinte al SUA, Bill Clinton, a fost un susținător vocal al acordării Premiului Nobel lui Yunus. El a exprimat acest lucru în revista Rolling Stone și în autobiografia sa My Life. Într-un discurs ținut la Universitatea Berkeley din California, în 2002, președintele Clinton l-a descris pe Yunus ca fiind „un om care ar fi trebuit să câștige Premiul Nobel la Economie cu mult timp în urmă și voi continua să spun asta până când îl vor acorda în sfârșit”. În schimb, revista The Economist a afirmat clar că, deși Yunus făcea o muncă excelentă pentru a lupta împotriva sărăciei, nu era corect să i se acorde Premiul pentru Pace, spunând: „... comitetul Nobel ar fi putut face o alegere mai curajoasă și mai dificilă declarând că nu va exista niciun câștigător”.
El este unul dintre cei doar șapte oameni care au câștigat Premiul Nobel pentru Pace, Medalia Prezidențială a Libertății și Medalia de Aur a Congresului. Alte premii remarcabile includ Premiul Ramon Magsaysay în 1984, Premiul Mondial pentru Alimente, Premiul Internațional Simon Bolivar (1996), Prințului de Asturias și Premiul pentru Pace de la Sydney în 1998, precum și Premiul pentru Pace de la Seul în 2006. În plus, Yunus a fost distins cu 69 de titluri de doctor honoris causa de la universități din 27 de țări și 113 premii internaționale din 26 de țări, inclusiv distincții de stat din 10 țări. Guvernul din Bangladesh a emis o timbru comemorativ pentru a-l onora pentru Premiul Nobel.
Yunus a fost desemnat de revista Fortune în martie 2012 drept unul dintre cei 12 cei mai mari antreprenori ai erei actuale. În citatul său, revista Fortune a spus: „Ideea lui Yunus a inspirat nenumărați tineri să se dedice cauzelor sociale din întreaga lume”.
În ianuarie 2008, Houston, Texas a declarat 14 ianuarie drept „Ziua Muhammad Yunus”.
Yunus a fost desemnat printre cei mai doriti gânditori de care lumea ar trebui să asculte de către FP 100 (elita celor mai influenți din lume) în ediția din decembrie 2009 a revistei Foreign Policy.
În 2010, revista britanică New Statesman l-a inclus pe Yunus pe locul 40 în lista „Cei mai influenți 50 de lideri ai lumii din 2010”.
Yunus a primit 69 de diplome onorifice de doctorat din partea universităților din Albania, Argentina, Australia, Bangladesh, Belgia, Bolivia, Brazilia, Canada, Costa Rica, China, Grecia, India, Italia, Irlanda, Japonia, Coreea, Liban, Malaezia, Mexic, Peru, Rusia, Africa de Sud, Spania, Thailanda, Turcia, Regatul Unit și Statele Unite. Secretarul General al Națiunilor Unite, Ban Ki-moon, l-a invitat pe Yunus să servească drept Avocat al Obiectivelor de Dezvoltare ale Mileniului (MDG). Yunus face parte din Consiliul Fundației Națiunilor Unite, Fundația Schwab, Fundația Prințul Albert II de Monaco, și Fundația Microcredit Grameen Credit Agricole. A fost, de asemenea, membru al comitetului de onoare al Fundației Chirac, încă de la lansarea acesteia în 2008, de către fostul președinte francez Jacques Chirac, pentru promovarea păcii mondiale.
Yunus a devenit o figură internațională bine cunoscută. A susținut numeroase prelegeri în întreaga lume, și a apărut în emisiuni de televiziune celebre, inclusiv The Daily Show cu Jon Stewart și The Oprah Winfrey Show în 2006, The Colbert Report în 2008, Real Time with Bill Maher în 2009 și The Simpsons în 2010. Pe Google+, Yunus a fost unul dintre cei mai urmăriți oameni din lume, având peste două milioane de urmăritori până când Google și-a închis operațiunile în 2019.
El a jucat un rol consultativ esențial în cadrul Jocurilor Olimpice de la Paris 2024, promovând principiile afacerilor sociale și încurajând proiectele durabile și cu responsabilitate socială. Influența sa a dus la inițiative precum acordarea de prioritate întreprinderilor sociale în licitațiile publice și integrarea locuințelor sociale în reconversia satului olimpic destinat sportivilor.